# QY Близнецов
QY Близнецов (лат. QY Geminorum, HD 51354) — тройная звезда в созвездии Близнецов на расстоянии приблизительно 2 015 световых лет (около 618 парсек) от Солнца. Видимая звёздная величина звезды — от +7,2m до +7,08m. Возраст звезды определён как около 7,3 млн лет.
Пара первого и второго компонентов — двойная затменная переменная звезда (E:).

## Характеристики
Первый компонент — бело-голубая Be-звезда спектрального класса B2, или B3Vnne, или B3Vne, или B3Vn, или B3Ve, или B3ne, или B3e. Масса — около 4,859 солнечных, радиус — около 8,451 солнечных. Эффективная температура — около 20000 К.
Второй компонент — голубой субкарлик спектрального класса O. Радиус — около 0,47 солнечного, светимость — около 707,946 солнечных. Эффективная температура — около 43500 К.
Третий компонент — красный карлик спектрального класса M. Масса — около 88,63 юпитерианских (0,08461 солнечной). Удалён в среднем на 2,533 а.е..